# Zespół Szkół Odzieżowych w Poznaniu
Zespół Szkół Odzieżowych im. Władysława Stanisława Reymonta – szkoła ponadgimnazjalna w Poznaniu.

## Struktura
W skład zespołu wchodzą:
- Technikum Odzieżowo-Usługowe
- Szkoła Branżowa I stopnia nr 23
- XXIII Liceum Ogólnokształcące dla Dorosłych
- Kwalifikacyjne kursu zawodowe

Szkoła kształci w zawodach:
- technik przemysłu mody
- technik usług fryzjerskich
- fryzjer
- krawiec

## Historia
Początki Zespołu Szkół Odzieżowych w Poznaniu sięgają 1 kwietnia 1919 roku. Powstała wówczas Państwowa Żeńska Szkoła Gospodarstwa i Przemysłu Domowego, która mieściła się przy nieistniejącej już ulicy marsz. Focha (obecnie tereny w pobliżu ronda Kaponiera). Szkoła ta kształciła w zawodzie krawiec i szwacz. Pierwszą tzw. małą maturę absolwentki tej szkoły zdawały w 1939 r.
W czasie II wojny światowej budynek został zbombardowany. Szkoła wznowiła działalność w 1945 roku, jako Państwowe Żeńskie Gimnazjum Krawieckie i Szkoła Przysposobienia Krawiecko – Bieliźniarskiego.
Na podbudowie gimnazjum w roku szkolnym 1946/47 powstało Liceum Przemysłu Odzieżowego.
Kolejna reorganizacja szkoły miała miejsce w 1951 r. szkołę przeniesiono do nowej siedziby przy ulicy Kazimierza Wielkiego, w której mieści się do dziś. Gimnazjum przekształcono w Zasadniczą Szkołę Odzieżową i utworzono Technikum Odzieżowe, a w roku szkolnym 1961 otwarto także Technikum dla Pracujących.
W 1966 r. patronem placówki został Władysław Stanisław Reymont, którego pomnik uroczyście odsłonięto w 1970 r.
Znaczącą datą w historii szkoły był rok 1975, kiedy powołano Zespół Szkół Odzieżowych.

## Mała Pętelka
Wizytówką szkoły jest „Mała Pętelka” Ogólnopolski Konkurs dla Młodych Krawców i Projektantów im. Małgorzaty Zaręby'. Impreza wpisuje się we współczesny trend zainteresowania stylizacją, modą i projektowaniem. Młodzi adepci sztuki fryzjerskiej i krawieckiej mają niepowtarzalną okazję do zaprezentowania swoich umiejętności szerszemu gronu odbiorców, wzbudzenia zainteresowania mediów i rywalizacji na wysokim poziomie.
Konkurs odbywa się corocznie od 1994 r.

## Absolwenci
- Ilona Mokronowska (ur. 11 czerwca 1972) – wioślarka, wicemistrzyni świata, olimpijka z Sydney (2000) i Aten (2004), absolwentka Technikum Odzieżowego w Poznaniu (1993)

## Nauczyciele
- Józef Bogucki (ur. 19 marca 1911, zm. 28 września 2016) – wieloletni nauczyciel, uczestnik kampanii wrześniowej 1939 r., współzałożyciel Międzyzakładowej Komisji NSZZ „Solidarność” Pracowników Oświaty i Wychowania Region Wielkopolska w 1980 r.